# Ordre de Michel le Brave
L'ordre de Michel le Brave (en roumain : Ordinul Mihai Viteazul) est la plus haute décoration militaire roumaine, institué par le roi Ferdinand I pendant les premiers moments de la campagne roumaine durant la Première Guerre mondiale, et est encore attribué lors de la Seconde Guerre mondiale.
L’ordre peut être attribué aussi bien comme une médaille individuelle ou comme une récompense pour une unité. Cette décoration a été nommée en l'honneur de Michel le Brave (Mihai Viteazul), prince de Valachie, de Transylvanie et de Moldavie à la fin du XVIe siècle.

## Informations
Condition requiseDécerné aux officiers pour leurs actions exceptionnelles sur le champ de bataille. La décoration est la plus élevée pour le classement militaire roumaine.
Classes3e, 2e et 1re
Date d'institution26 septembre 1916
Nombre attribué2 184
- Pendant la Première Guerre mondiale :
1re classe : 16
2e classe : 12
3e classe : 336 (dont 43 attribués à des unités militaires)
- Pendant la Seconde Guerre mondiale :
1re classe : 15
2e classe : 76 (dont 13 attribués à des unités militaires)
3e classe : 1628 (dont 118 attribués à des unités militaires)

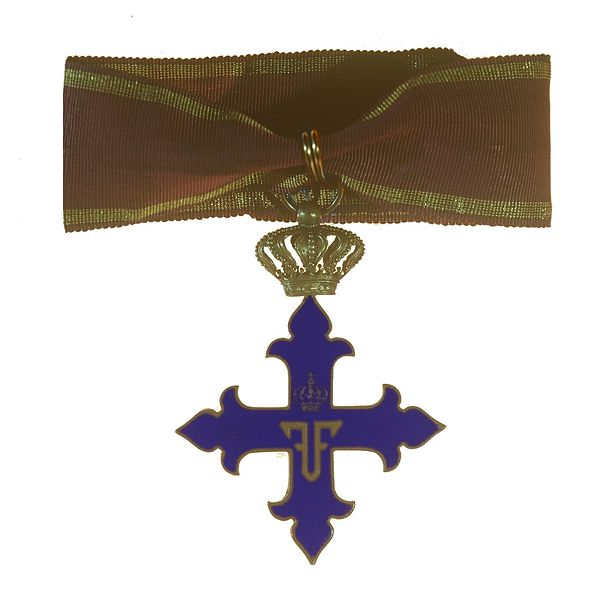
Ordre de 2e classe - modèle de 1916

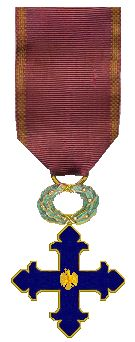
Ordre - modèle de 2000

## Quelques récipiendaires
- Ion Antonescu
- Josip Broz Tito
- Vasile Atanasiu
- Alexandru Averescu
- Radu Bâldescu
- Nicolae Dabija
- Corneliu Dragalina
- Grigore Gafencu
- Eremia Grigorescu
- Michel Ier de Roumanie (en tant que commandant en chef de l'armée roumaine en 1941)
- John J. Pershing
- Radu Korne
- Mihail Lascăr
- Leonard Mociulschi
- Ioan Palaghiță
- Constantin Prezan
- Corneliu Teodorini
- Constantin Mihalcea
- Marcel De Sano

Au cours de la Seconde Guerre mondiale, à un moment où la Roumanie était alliée avec Allemagne (voir Roumanie pendant la Seconde Guerre mondiale), l'Ordre a été décerné à plusieurs membres des forces de l'Axe :
- Fedor von Bock
- Walther von Brauchitsch
- Dietrich von Choltitz
- Karl Dönitz
- Hermann Göring
- Hermann Hoth
- Paul Ludwig Ewald von Kleist
- Fritz Lindemann
- Carl Gustaf Emil Mannerheim
- Erich von Manstein
- Friedrich Paulus
- Wolfram von Richthofen
- Erwin Rommel
- Gerd von Rundstedt
- Wilhelm Schöning
- Walter Warlimont
- Otto Wöhler